# Paratephrosia lanata
Paratephrosia lanata är en ärtväxtart som först beskrevs av George Bentham, och fick sitt nu gällande namn av Karel Domin. Paratephrosia lanata ingår i släktet Paratephrosia och familjen ärtväxter. Inga underarter finns listade i Catalogue of Life.